# Eilean Mòr, Loch Greshornish
Eilean Mòr är en obebodd ö i Loch Greshornish, Highland, Skottland. Ön är belägen 5 km från Kingsburgh.